# Marian Schirmer

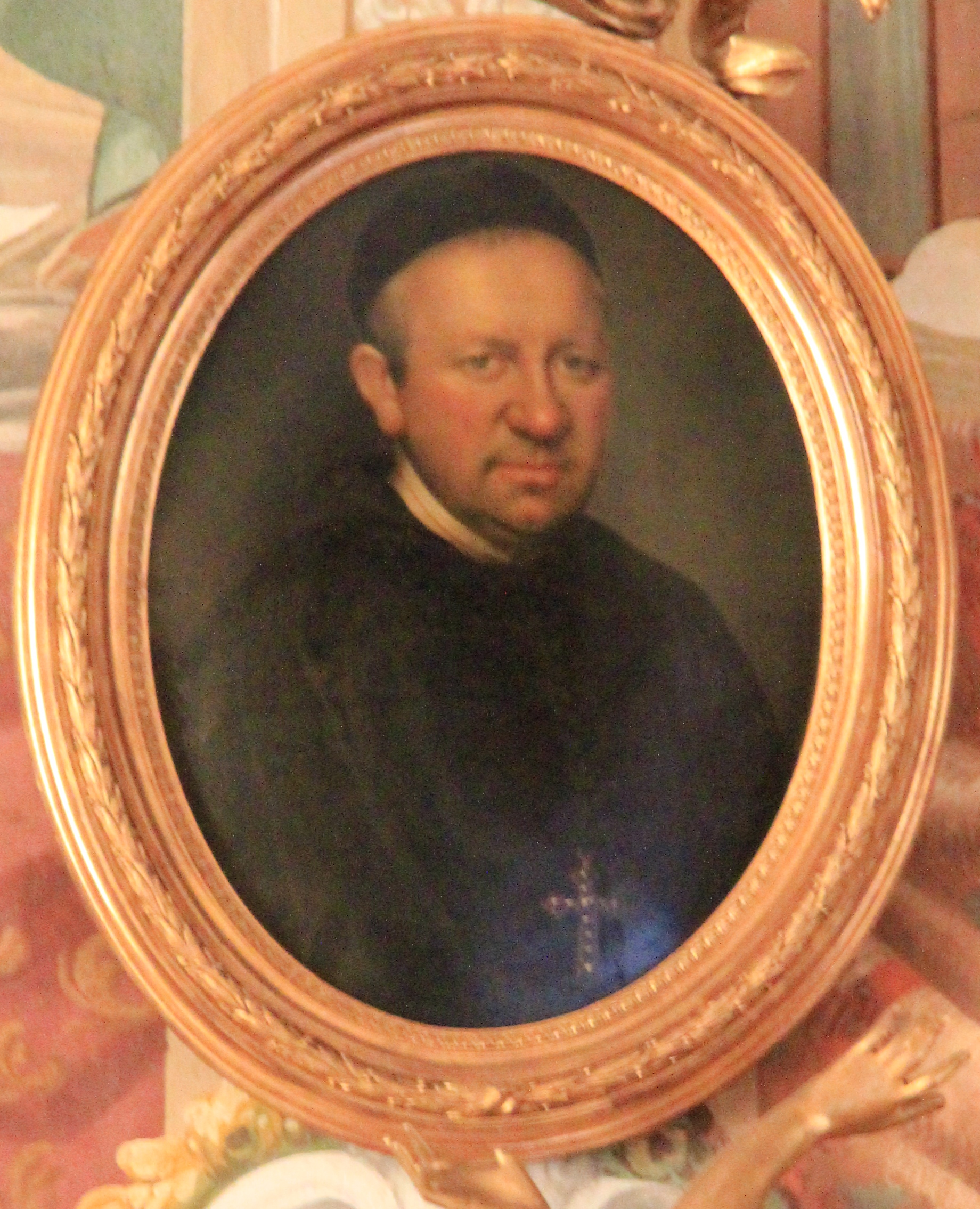
Porträt in der Heiligenkreuzer Stiftsbibliothek

Marian Schirmer (* 21. November 1650 in Brunn am Gebirge in Niederösterreich; † 27. Juni 1705 in Wien) war ein österreichischer Zisterzienser und 53. Abt des Stiftes Heiligenkreuz.

## Leben
Marian Schirmer von Schirmthal machte am 4. Juni 1673 die Feierliche Profess, schloss daraufhin seine theologischen Studien in Wien ab und feierte am 20. August 1676 seine Primiz. Von 1679 bis 1690 war er als Grundbuchschreiber tätig, begleitete als solcher Abt Clemens Schäffer 1683 auf seiner Flucht nach Oberösterreich und Bayern und versah nach seiner Rückkehr ins Stift bis 1684 mit den übrigen anwesenden Brüdern die Seelsorge in den Pfarreien Heiligenkreuz, Alland und Gaaden. Nachdem er 1689 für ein halbes Jahr das Freigut Thallern verwaltet hatte, war er von 1690 bis 1693 Subprior, und von 1692 bis 1693 Verwalter von Wildeck, hierauf wurde er 1693 zum Prior und Provisior von Mayerling ernannt.
Nach dem Tod des Abtes Clemens am 23. April 1693 wurde Schirmer zum Nachfolger gewählt. Er starb am 27. Juni 1705 in Wien; sein Leichnam wurde in der Heiligenkreuzer Stiftskirche beerdigt.